# Jeanne Arth
Jeanne Marie Arth (* 21. Juli 1935 in Saint Paul, Minnesota) ist eine ehemalige US-amerikanische Tennisspielerin. In den Jahren 1958 und 1959 konnte sie insgesamt drei Grand-Slam-Turniere im Damendoppel gewinnen.
Arth schloss 1952 die Central High School in St. Paul ab und besuchte anschließend das College of St. Catherine. Nachdem sie zuvor auf regionaler und nationaler Ebene bereits einige Titel und Auszeichnungen gewonnen hatte, begann Arth 1957 auch international Turniere zu spielen. 1958 gewann sie mit ihrer Partnerin Darlene Hard durch einen Dreisatzsieg im Finale gegen Althea Gibson und Maria Bueno das Damendoppel der US Open. Im Einzelwettbewerb erreichte sie bei dem Turnier das Halbfinale. Ein Jahr später konnten beide ihren Doppeltitel verteidigen und gewannen zudem die Wimbledon Championships.
Neben ihrer Tenniskarriere arbeitete Arth als Lehrerin und Tennistrainerin. 1979 wurde sie in die Minnesota Tennis Hall of Fame, 1986 in die Minnesota Sports Hall of Fame aufgenommen.